# Dinodontosaurus
Dinodontosaurus (letteralmente "lucertola dai denti terribili") è un genere di terapsidi appartenente ai dicinodonti. Fu uno dei più grandi erbivori del Triassico (lungo circa 2,4 m e pesante alcune centinaia di libbre) e possedeva un becco corneo. Visse nel Triassico medio (242 - 235 milioni di anni fa) ma scomparve nel Triassico superiore.

## Descrizione

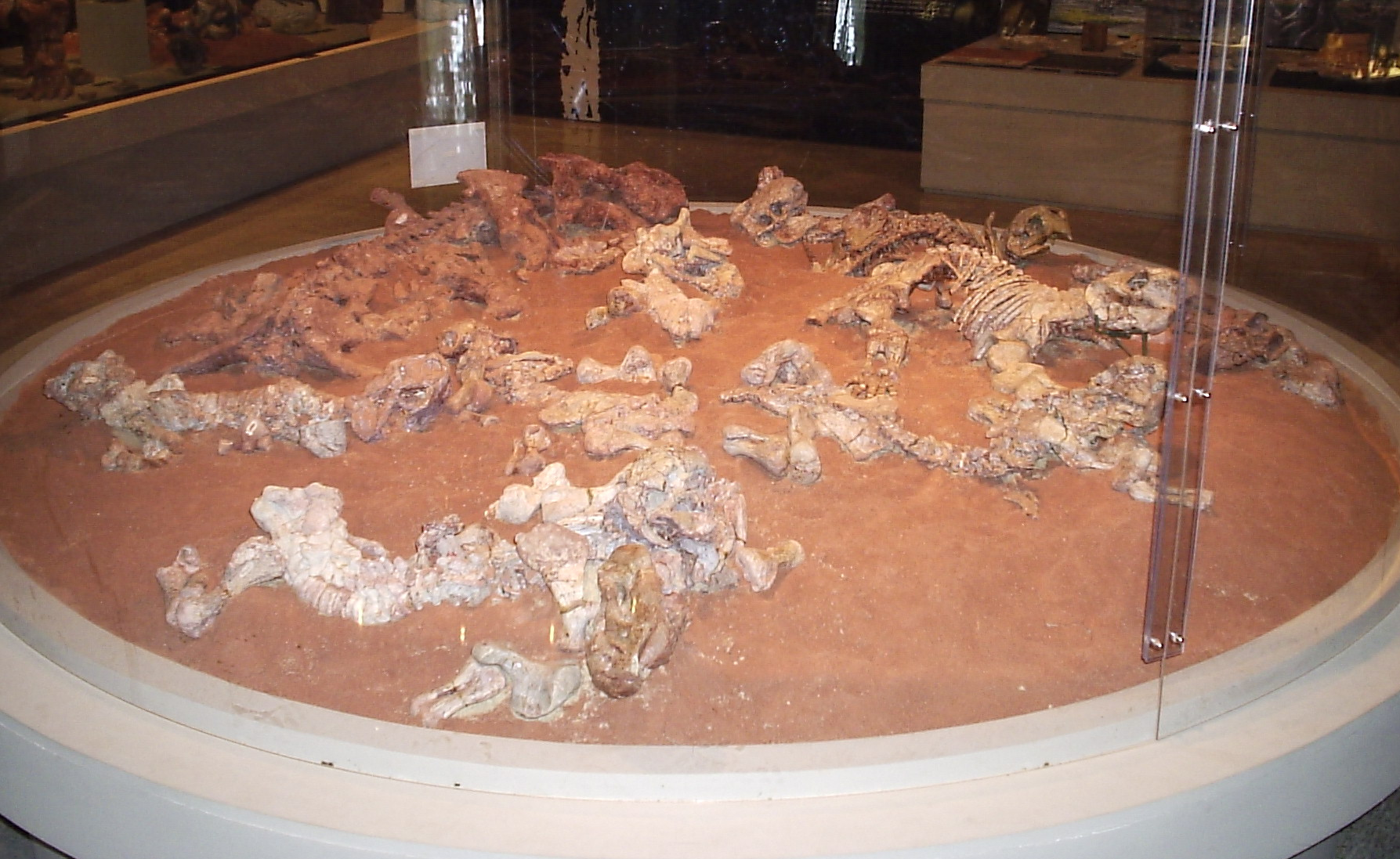
Cuccioli di Dinodontosaurus oliveirai

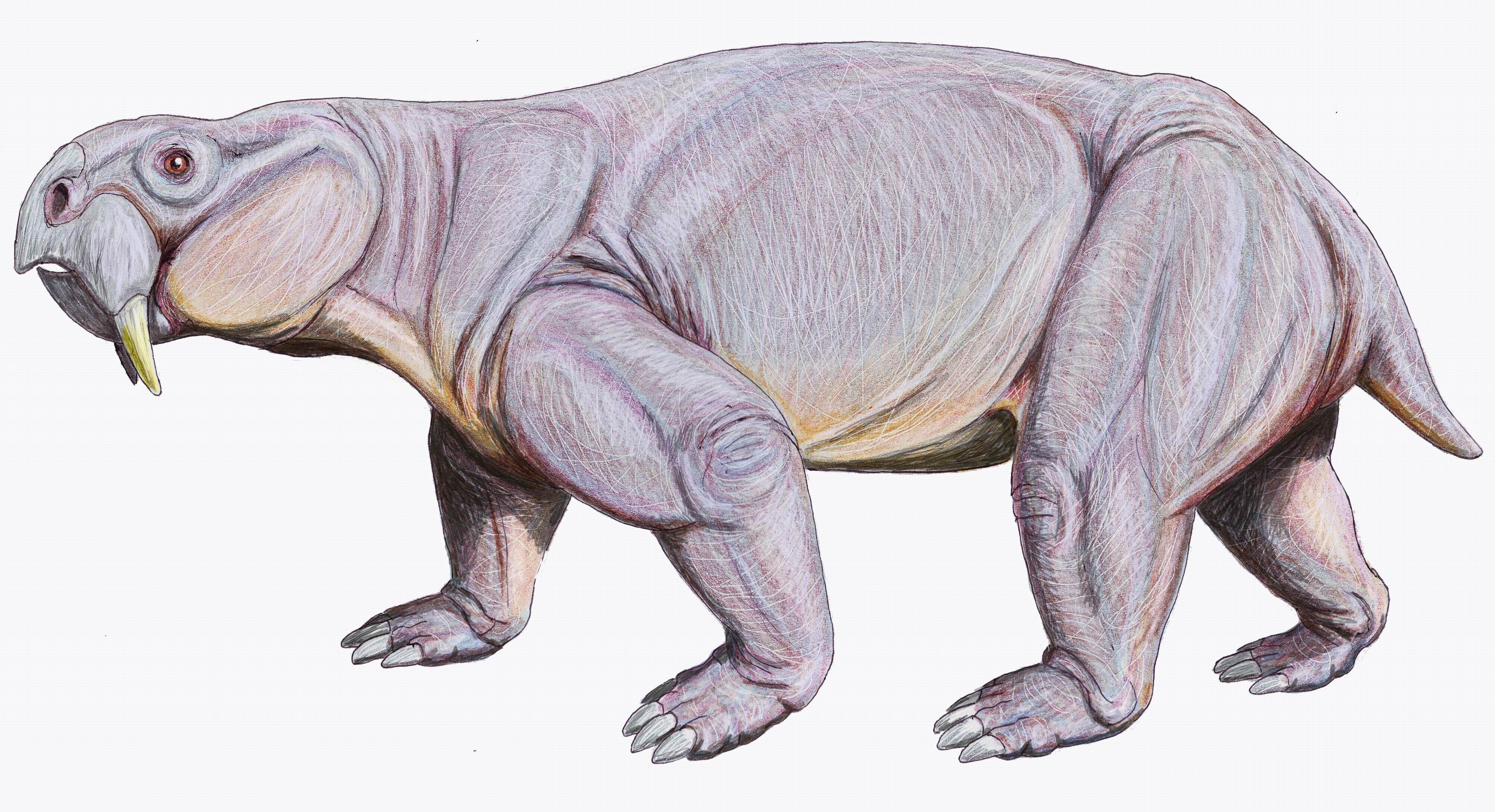
Dinodontosaurus oliveirai adulto

Il Dinodontosaurus oliveirai è la specie più comune di dicinodonti che esistette nel Medio Triassico, e negli strati di fossili nel Rio Grande do Sul, nel geoparco di paleorrota. Sono stati trovati principalmente nel Sito Paleontologico di Chiniquá a São pedro do Sul e Candelária, dove sono stati trovati un gruppo di dieci cuccioli, dimostrando che questi animali avevano strategie per la coesistenza in un gruppo e avevano cura della loro prole.